# Joanes Etxeberri de Sara
Joanes Etxeberri de Sara o Joanes Etxeberri (Sara, Lapurdi, 1668 - Azkoitia, Guipúscoa, 1749) va ser un escriptor del nord del País Basc (Iparralde).
Va estar preocupat per l'analfabetisme de la població basca i va ser un apologista de l'èuscar.

## Obres
- Escuararen hatsapenac: (treball d'apologia de la llengua basca).
- Euscal-herriari eta Euscaldun guztiei escuarazco hatsapenac latin icasteco(gramàtica basca per l'aprenentatge del llatí)
- Lau-urdiri gomendiozco carta, edo guthuna (1718) (carta)